# Річки Швеції

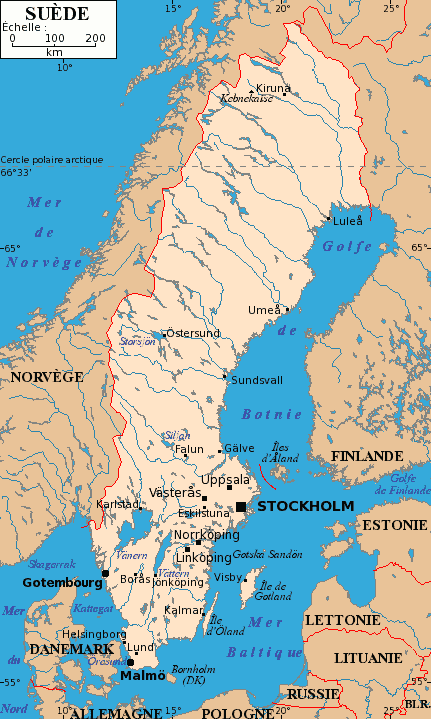
Карта Швеції, на якій показано найбільші річки країни.

Річки Швеції — річки, що протікають повністю або частково по території Швеції. Їхні витоки розташовані як в межах країни так і у сусідній Норвегії. Басейни багатьох річок також частково захоплюють території сусідніх країн — Норвегії і Фінляндії.
Загальна протяжність усіх річок Швеції становить приблизно 60000 км. Середній річний стік річок Швеції у світовий океан становить 183 000 млн м³ (дані 1978 року).
Річки Швеції є значним природним ресурсом країни для отримання електроенергії, водопостачання, риболовлі і відпочинку. На річках Швеції зведено багато великих і малих гідроелектростанцій, на яких виробляється приблизно 45 % всієї електрики в країні. Особливо значні каскади ГЕС зведено на річках північної частини країни. Через значну порожистість річищ і наявність водоспадів судноплавство на річках Швеції розвинене лише на невеликій відстані від гирл і на озерах. До 1970-х років річками здійснювався сплав лісу.

## Слова на позначення поняття «річка» у шведській мові
В шведській мові існує кілька слів на позначення поняття «річка». Слово flod [фльуд] застосовується тільки по відношенню до річок за межами Швеції. Шведські річки називаються älv [ельв], ström [стрьом] або å [о]. Невеличкі річечки або струмки називаються bäck [бек]. По відношенню до всіх річок може бути використано слово vattendrag — «водотік». Використання цих слів залежить від розмірів річок і їхніх географічних положень. Словом å називають водотік, як правило, більший за bäck але менший від älv. Назва älv використовується для річок від півночі країни до річок Гета-Ельв і Далельвен (подібне слово використовується у Норвегії). Південніше цих річок використовуються назви å або ström (подібні слова використовуються у Данії).
Шведські назви річок країни, як правило, утворюються додаванням до основної частини назви річки слів älv (älven), ström (strömmen), å (ån) або bäck (bäcken): Göta älv — Гета-Ельв, Indalsälven — Індальсельвен, Norrström — Норрстрем, Motala ström — Мутала, Broströmmen — Брустреммен, Helge å — Гельге, Vege å — Веге, Bällstaån — Белльстаон, Brömsebäck — Бремсебек, Snärjebäcken — Снер'єбекен тощо. Інколи річки мають назви без додаткових слів, наприклад, Viskan — Віскан, Ätran — Етран, Lagan — Лаган, зокрема в іншомовних назвах річок Швеції, наприклад, Keräsjoki — Кересйокі.

## Географія

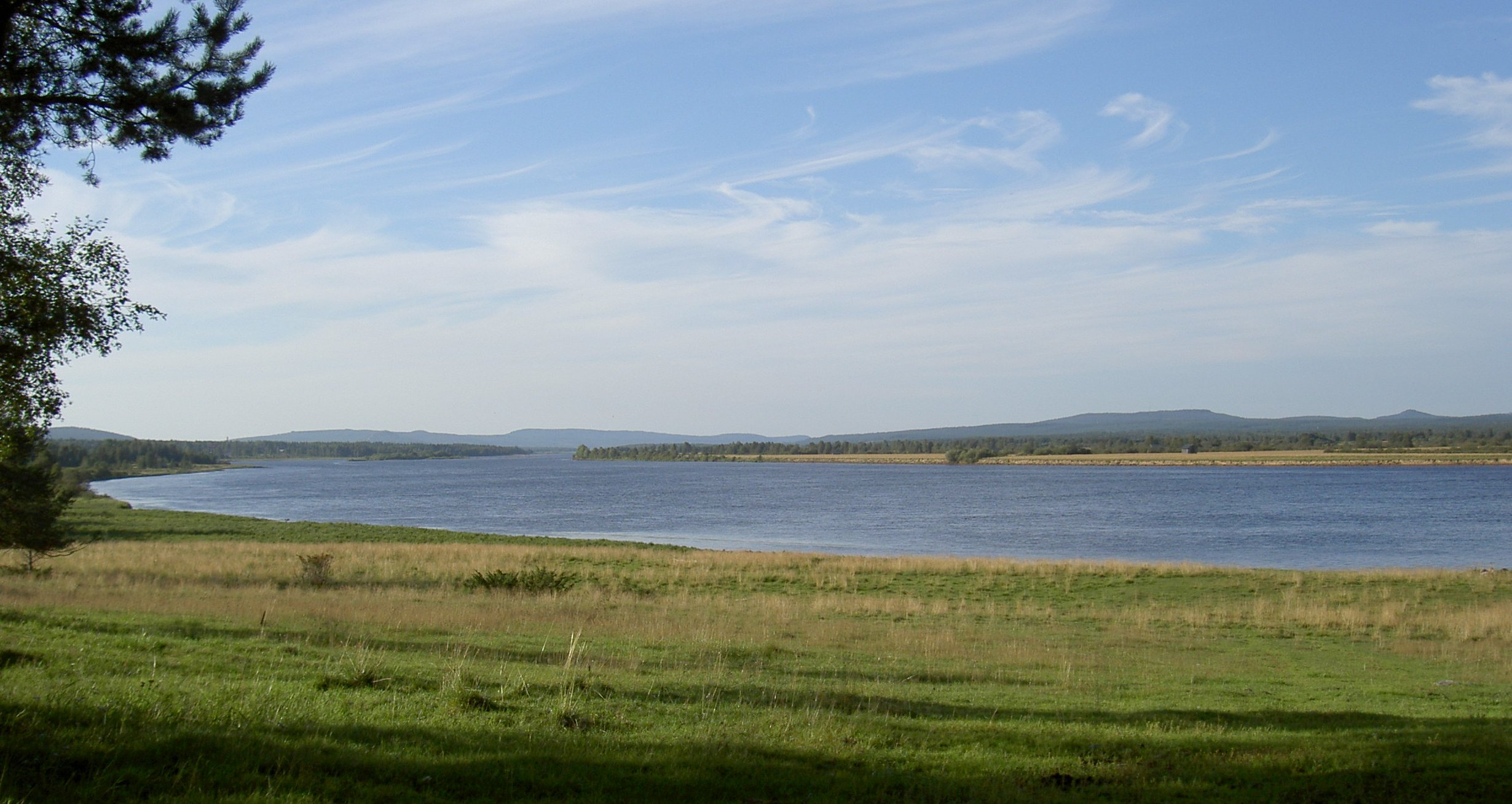
Турнеельвен, найдовша річка Швеції.

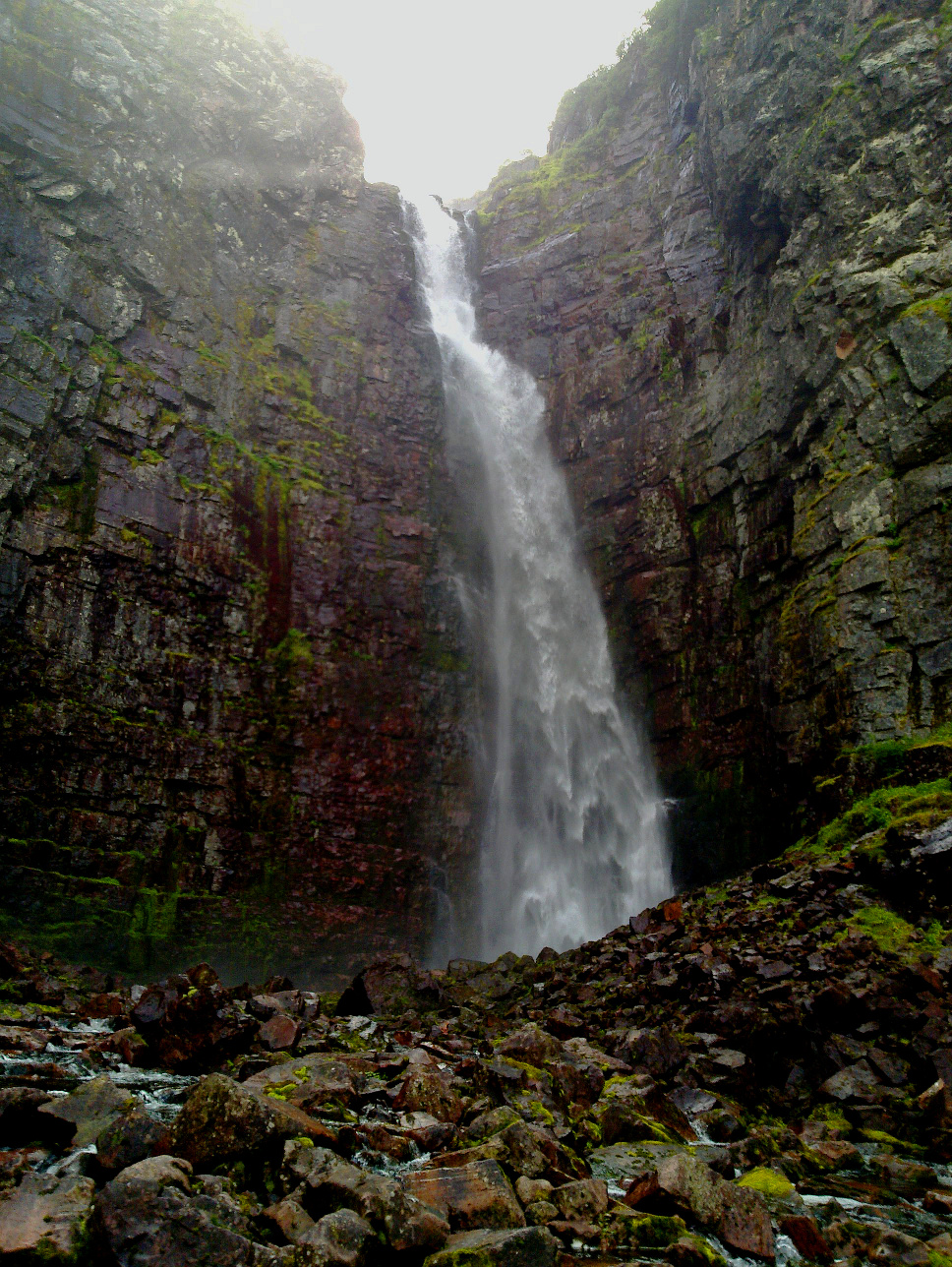
Водоспад Ньюпешер, найвищий водоспад Швеції. Висота — 125 м. Утворений на річці Ньюпон басейну Вестердалельвен.

У Швеції переважають короткі повноводні річки переважно снігово-дощового живлення. Більшість річок течуть із заходу на схід, впадають у Ботнічну затоку та Балтійське море, частина річок на півдні країни тече у західному напрямку і впадає у протоки Каттегат і Скагеррак. Русла річок відзначаються значними ухилами, рясніють порогами і водоспадами. Максимальний стік — навесні і влітку. Завдяки регулюючій ролі численних озер і боліт коливання рівня води в річках невеликі. Льодостав триває від 3-4 тижнів на півдні до 5-6 місяців на півночі.
Найбільші річки країни беруть початок у горах Норрланду. Більшість з цих річок течуть у південно-східному напрямку, утворюючи численні водоспади й пороги, й впадають у Ботнічну затоку Балтійського моря. Найпівнічнішими річками Швеції є Муоніоельвен і Турнеельвен, по них проходить Шведсько-фінський кордон. Турнеельвен до того ж є найдовшою річкою Швеції, її довжина становить 510 км. Південна межа Норрланду проходить по річці Далельвен. Річки північної частини Швеції стрімкі й мають велику середню річну витрату води, в той час як річки півдня є меншими і повільнішими. Хоча найбільші річки Швеції течуть у східному напрямку, найдовший водотік країни — система річок Кларельвен — Гета-Ельв — тече у південному напрямку й впадає у Північне море. Спільна довжина двох річок — 719 км, з яких 520 км проходить по території Швеції.

Пороги — одна з головних ознак річок Швеції
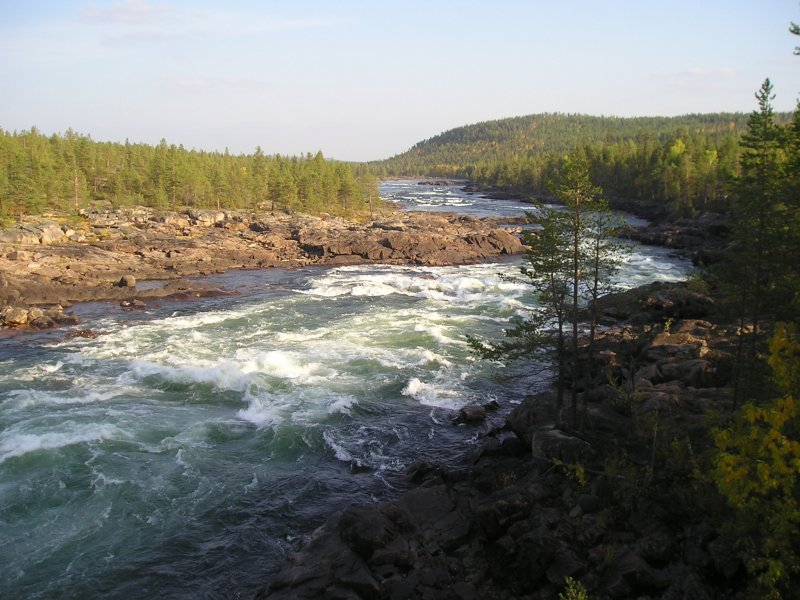
Пороги Бенбютефорсен[sv] (швед. Benbryteforsen) на Пітеельвен.
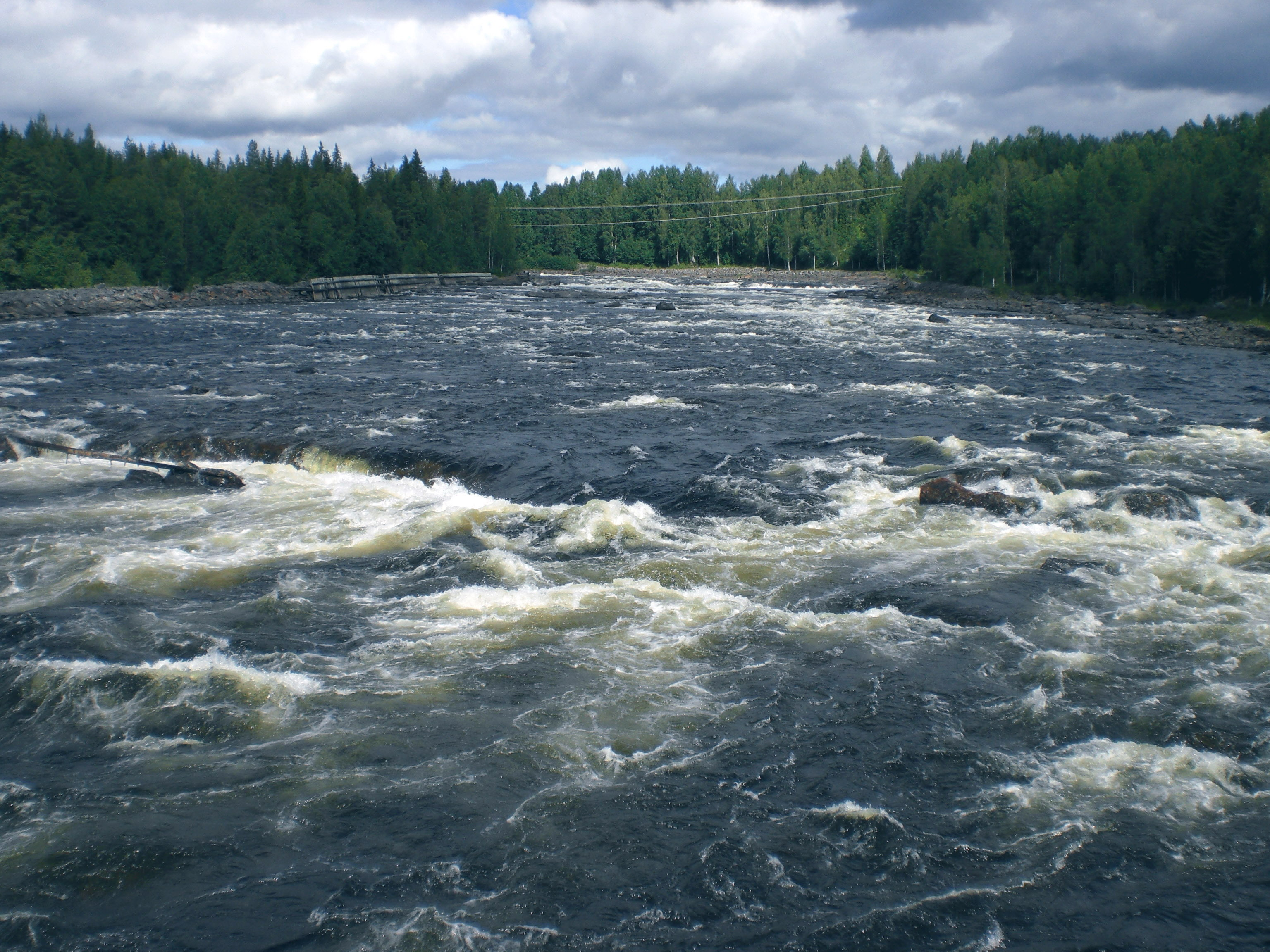
Пороги Ренфорсен (швед. Renforsen) на річці Вінделельвен.
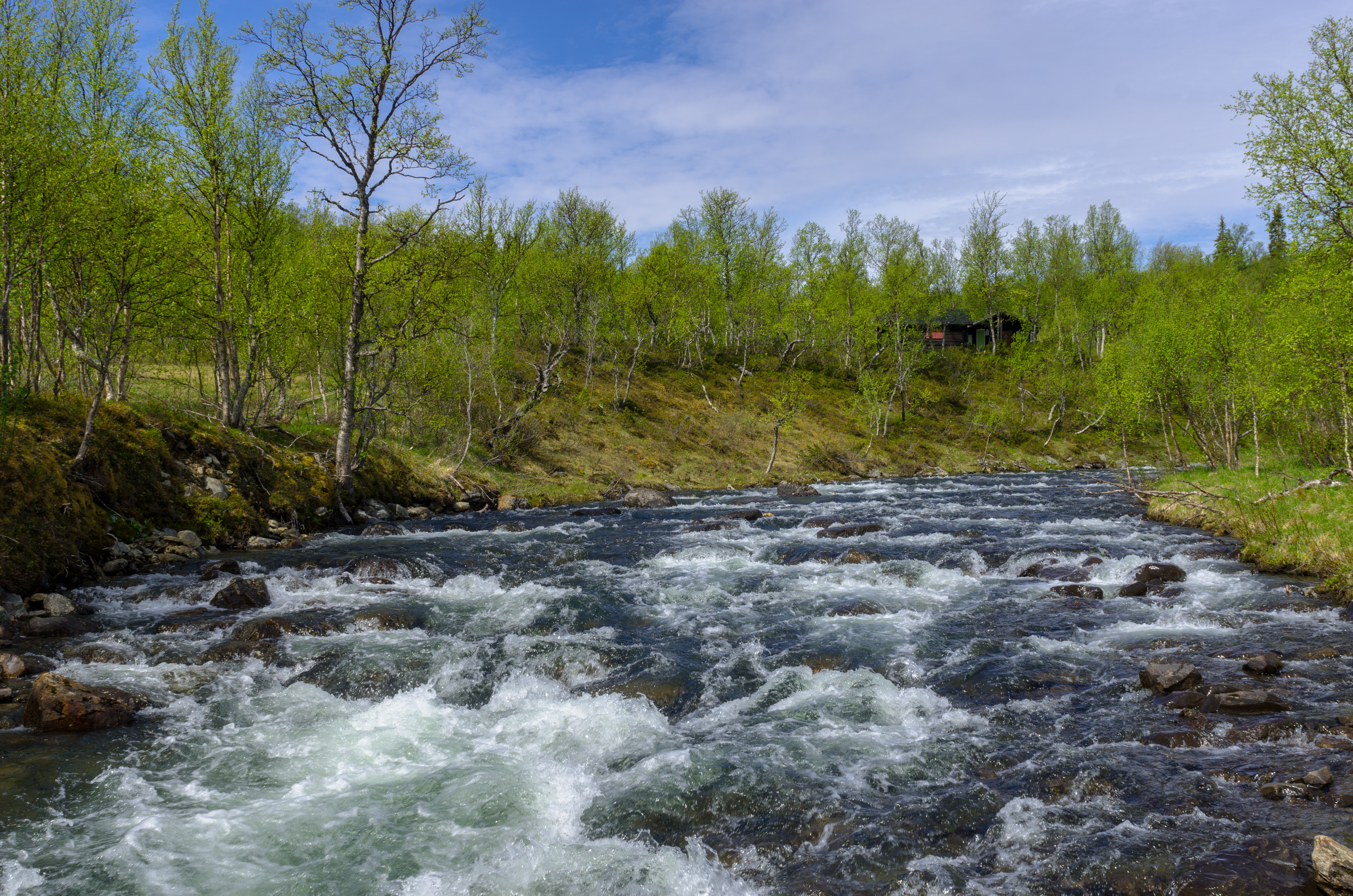
Пороги на річці Кесуон (швед. Kesuån), правої притоки Юнган.

Загальна протяжність всіх річок Швеції становить приблизно 60000 км. Середній річний стік річок Швеції у світовий океан становить 183 000 млн м³ (дані 1978 року).

## Річкові басейни
Шведський інститут метеорології та гідрології виділяє у Швеції 119 основних водозбірних басейнів (швед. huvudavrinningsområden), на які припадає абсолютна більшість території країни. Поділ було зроблено 1908 року Гідрографічним бюро (швед. Hydrografiska byråns), наступником якого є Шведський інститут метеорології та гідрології. До основних річкових басейнів було зараховано басейни, які за розрахунками мали площу 200 км² і вище. 1980 року на основі нових топографічних карт було визначено, що площі річкових басейнів Росон, Євреон, Ніанон, Вієрюдсон, Роон і Снудерон є меншими за 200 км², однак вони були залишені серед основних річкових басейнів для зручності. Основні водозбірні басейни Швеції пронумеровані. У дослідницьких працях, звітах тощо річкові басейни згадуються під номерами.
На материковій частині Швеції є 112 основних басейнів, їхня нумерація починається з басейну річки Турнеельвен під № 1 і завершується басейном річки Еннінгдальсельвен під № 112. Водосбірні басейни під номерами від 113 до 116 це невеликі частини річкових басейнів, головні річки яких протікають по території Норвегії. На острові Готланд було виділено два басейни — під номерами 117 і 118. Річки острова Еланд, не залежно від того чи пов'язані вони поміж собою чи ні, об'єднані під одним номером 119.
Між основними водозбірними басейнами біля морських берегів розташовані так звані прибережні області (швед. kustområden). Вони позначаються номерами двох сусідніх основних басейнів. Наприклад, прибережна область між басейнами річок Турнеельвен (№ 1) і Кересйокі (№ 2) позначається під номером 1/2. У прибережному басейні може бути одна або кілька річок, гирло кожної з яких виходить у море. Ці річки називаються прибережними водотоками (швед. kustvattendrag). Площа прибережних областей, як правило, менша 200 км².
Серед основних річкових басейнів найменшим за площею є басейн річки Вієрюдсон, що на півдні Швеції, у лені Блекінге. Його площа  — 165,2 км². Найбільший басейн має річка Гета-Ельв — 50229,3 км².

## Тваринний світ

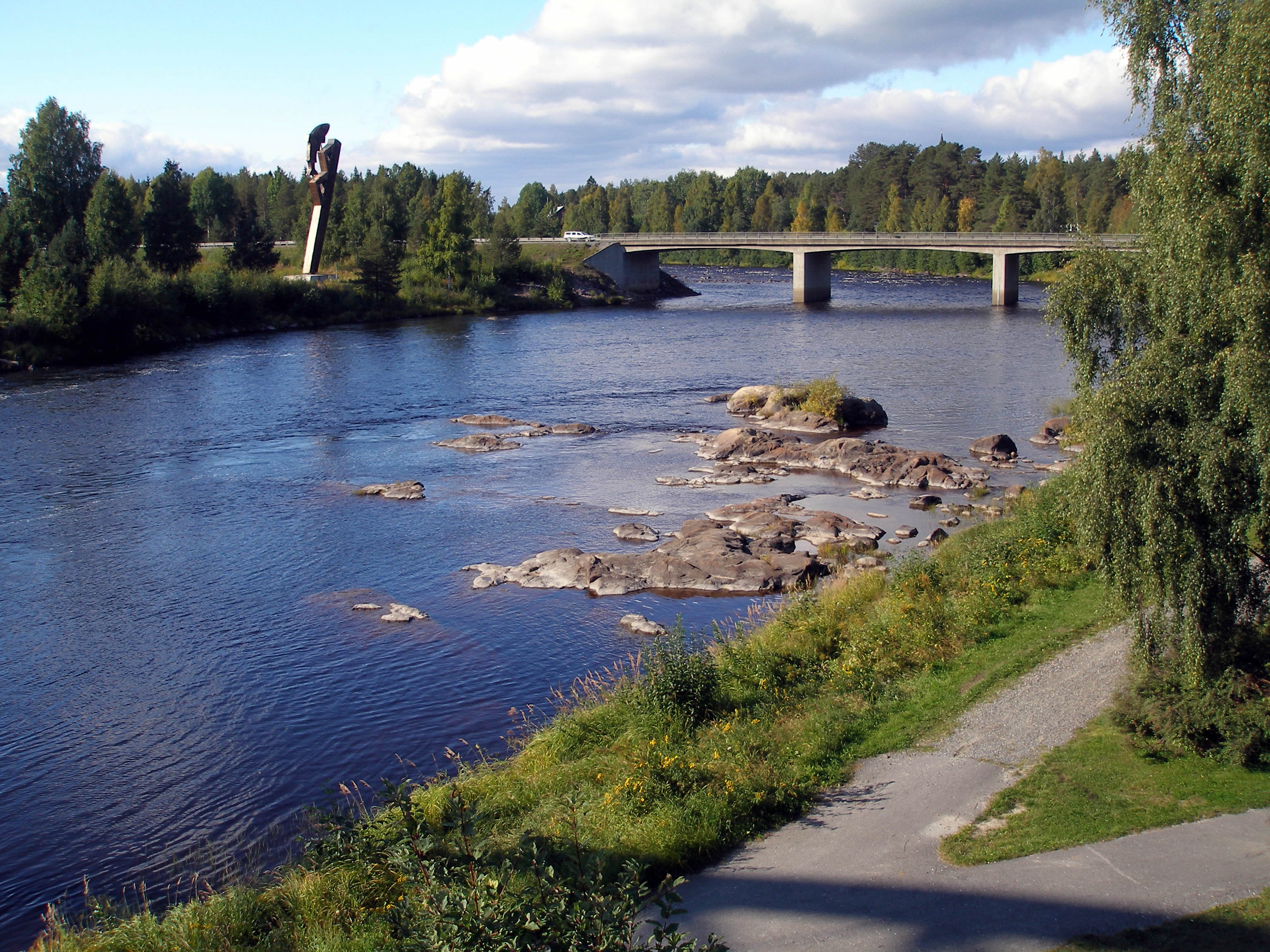
Скульптура лосося біля річки Бюскеельвен, в якій лосось дуже розповсюджний.

В річках і озерах промислове значення мають лосось, пструг, окунь і щука. Негативно на існування риби, зокрема вугра, сига, в'язі, міноги, мересниці, лосося, пструга, у річках Швеції позначилося будівництво численних ГЕС. Тепер для міграції риби на ГЕС будуються рибопропускні споруди.
Вилов лосося і пстругу, що заходять у річки Швеції на нерест, регулюється законодавчо і дозволений лише у певні сезони і у обмеженій кількості.

## ГЕС
Річки у Швеції широко використовуються для виробництва електрики. Великі і малі гідроелектростанції побудовані на річках по всій країні, однак на річках північної Швеції зведені каскади найбільших гідроелектростанцій країни. Часто ГЕС будуються на водоспадах і порогах, що сприяє отриманню більшого напору води.
1987 року загальна встановлена потужність гідроелектростанцій Швеції становила 16 700 МВт, що складало майже 50 % загальної встановленої потужності (33455 МВт) всіх електростанцій країни. За запасами гідроенергії (близько 80 млрд квт-год на рік) Швеція займає 2-е місце (після Норвегії) в Європі (за даними на кінець 1960-х років). Найбільшою за встановленою потужністю ГЕС Швеції є «Харспронгет» на річці Лулеельвен, найбільшою ГЕС за виробництвом електрики є «Стурноррфорс» на Умеельвен.

Приклади гідроелектростанцій, побудованих на водоспадах і порогах
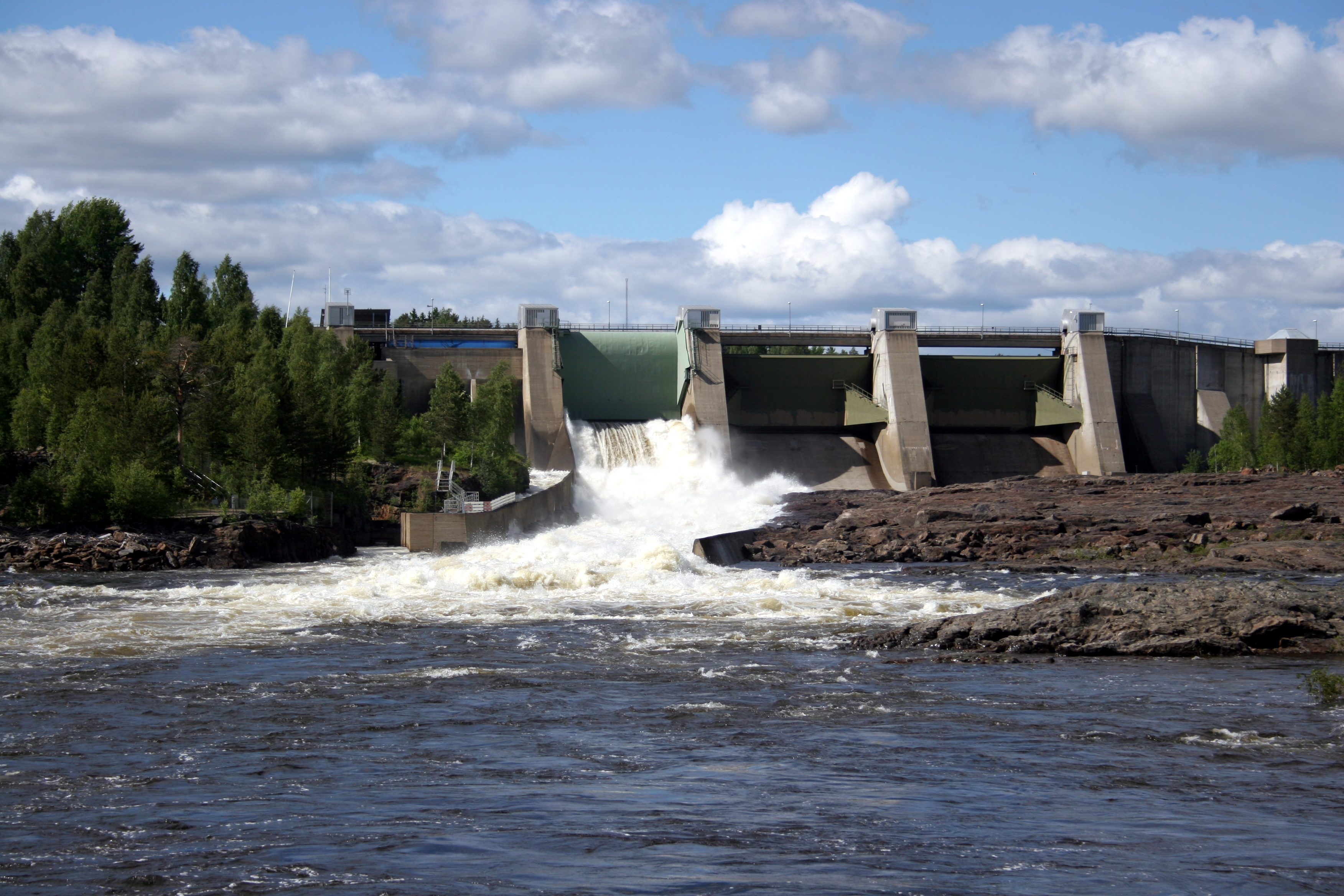
Найбільша ГЕС Швеції — «Стурнорфорс», побудована на водоспаді Стурнфорс на річці Умеельвен. Введена в експлуатацію 1958 року. Середнє річне виробництво становить 2298 млн кВт·год.
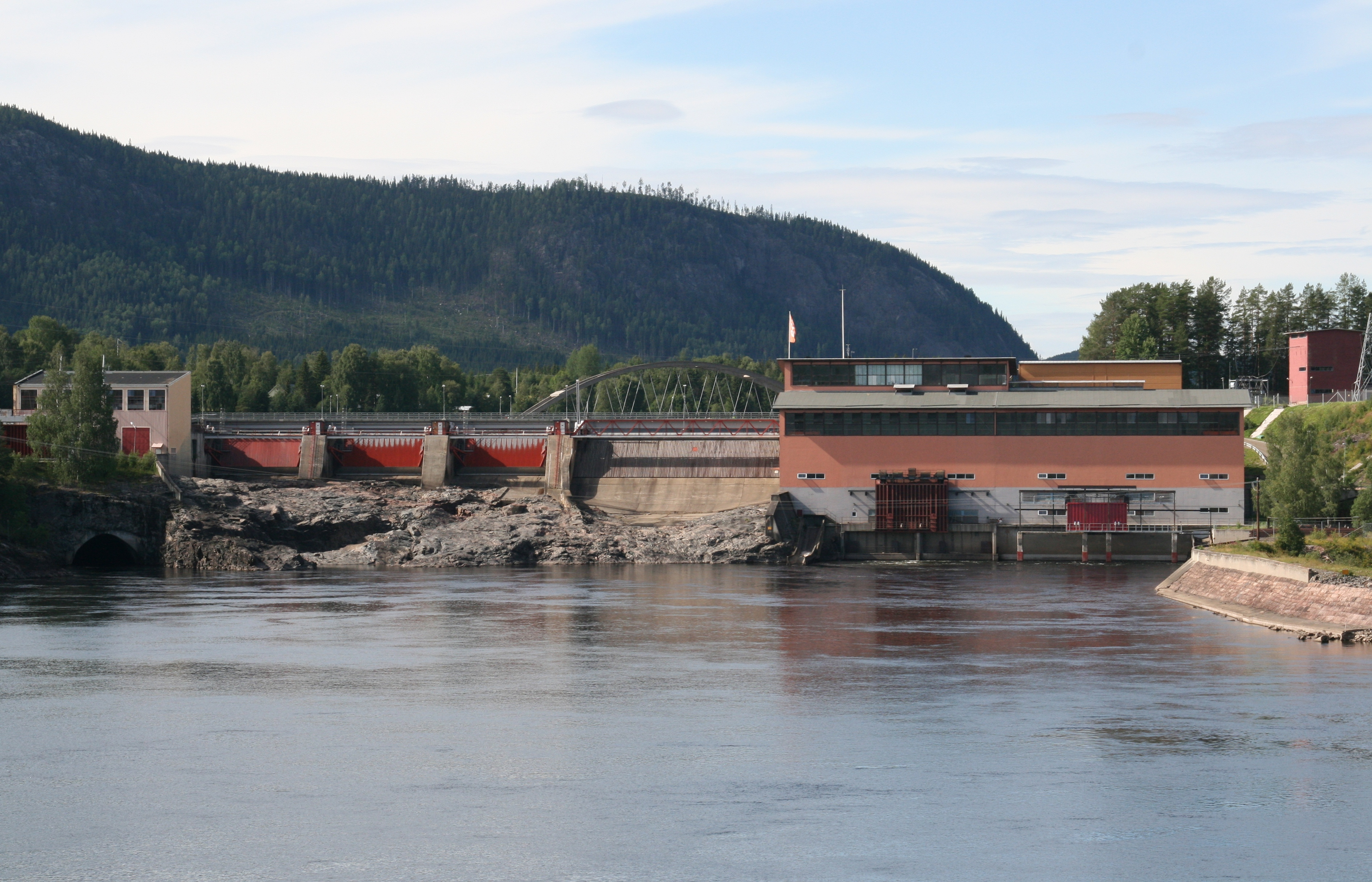
ГЕС Гаммарфорсен на водоспаді Гаммарфорсен[sv] (швед. Hammarforsen), річка Індальсельвен. Введена в експлуатацію 1928 року. Середнє річне виробництво становить 549 млн кВт·год.
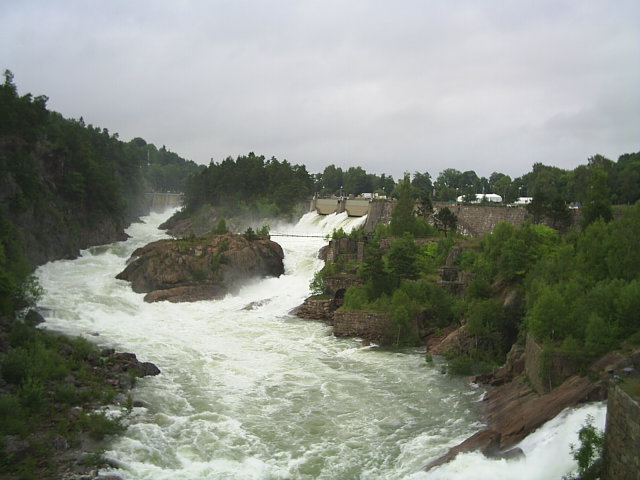
Гідроелектростанція «Hojum» на водоспаді Тролльгеттан, річка Йота-Ельв. Побудована 1943 року. Середнє річне виробництво становить 1000 млн кВт·год.
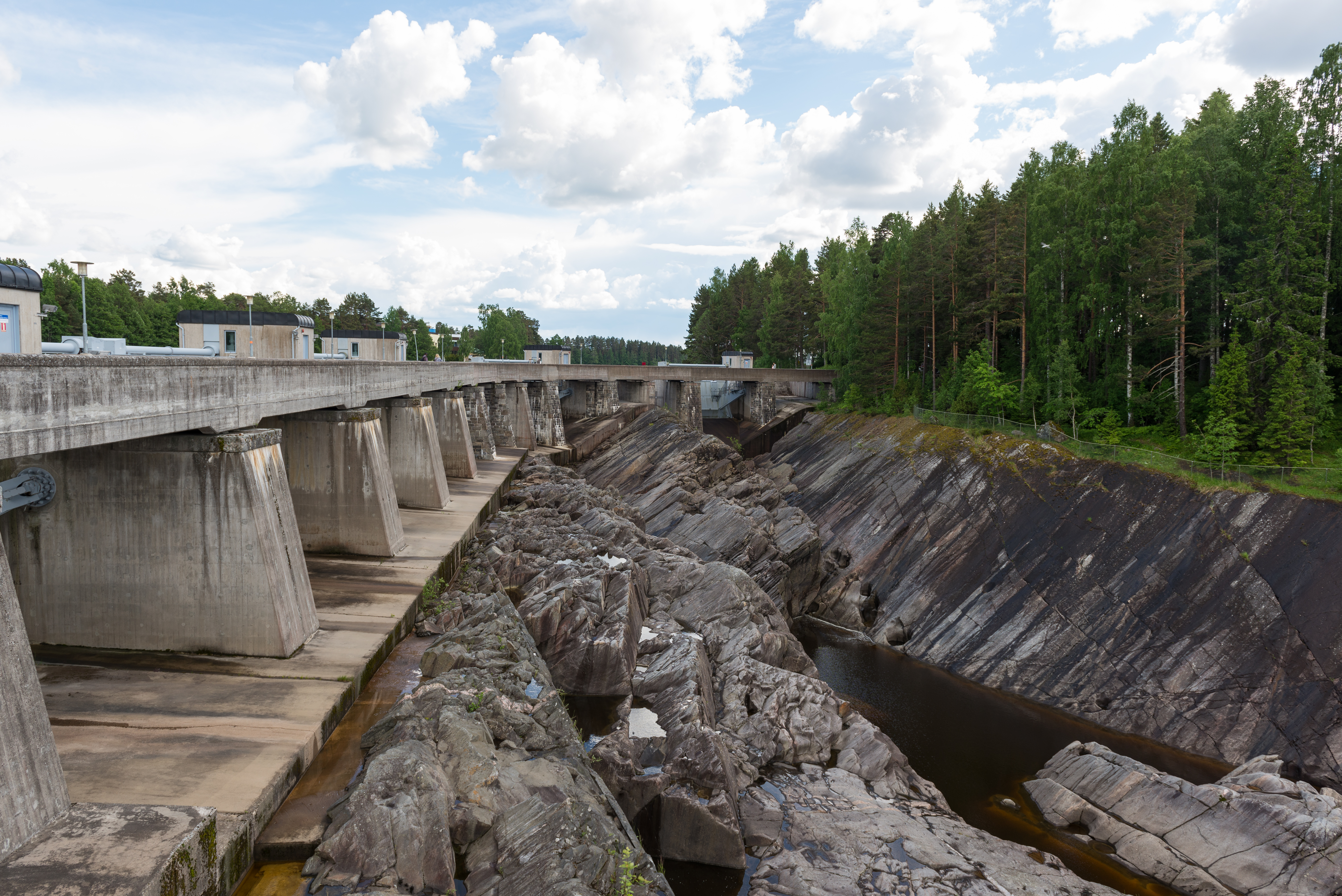
Дамба ГЕС «Ельвкарлебю» на водоспаді на річці Далельвен у Ельвкарлебю. ГЕС побудовано 1911 року, перебудовано 1988 року. Середнє річне виробництво становить 530 млн кВт·год.

## Сплав лісу

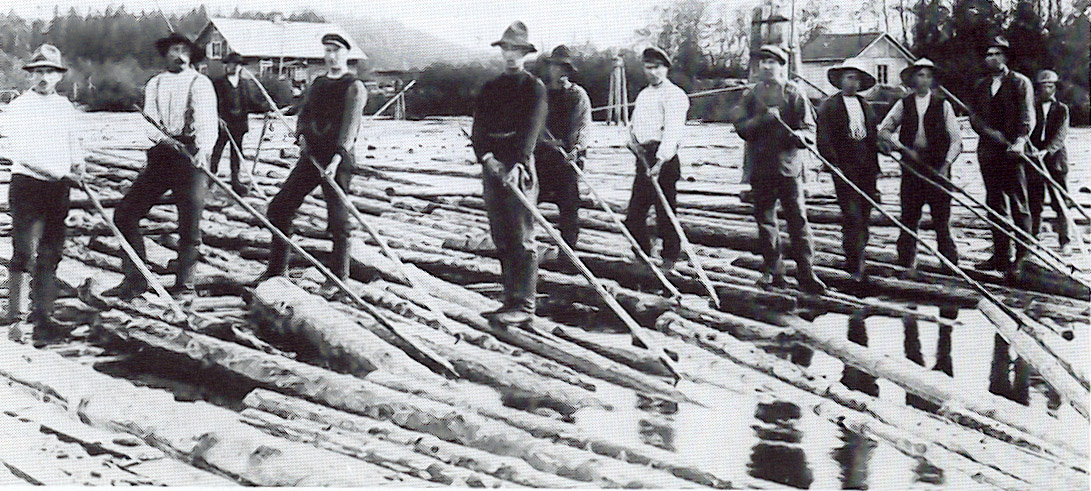
Сплавники лісу (флисники). Річка Кларельвен. 1918 рік.

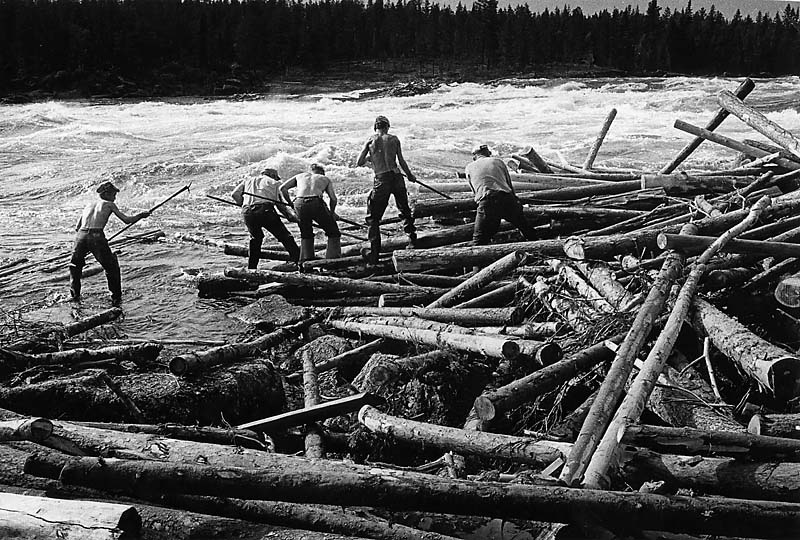
Сплав лісу у Лапландії. Час створення фото невідомий.

Понад половину території Швеції завжди було покрито лісами, причому більшу частину лісів країни складали і складають хвойні ліси. Це завжди робило лісову промисловість важливою галуззю в економіці країни, особливо до середини 20 століття. Транспортування деревини від місця заготівлі до місць обробки і портів на значних ділянках відбувалося сплавом по річках. Через значну порожистість річок на багатьох з них доводилося проводити роботи з очищення порогів від каміння та валунів а також розриття важкопрохідних ділянок водного шляху. 1796 року на річці Індальсельвен для обходу водоспаду Стурфорсен (швед. Storforsen) було запропоновано зробити поруч нове річище і пустити через нього частину води. Для цього у пісковому ґрунті було вирито невеличкий жолоб і по ньому спрямовано воду. При одній з повеней вода розмила пісковий ґрунт і річка змінила своє русло, а один з найбільший водоспадів річки Індальсельвен висох і згодом був перейменований на Деда-Фаллет.
З розвитком автотранспорту і залізничного транспорту, а також з масовим будівництвом ГЕС, сплав лісу перестав широко використовуватись.

## Водні райони

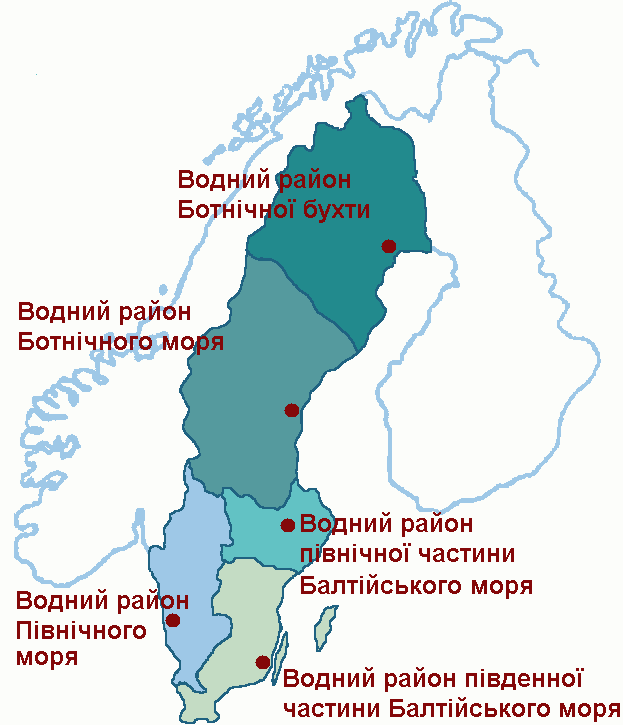
Водні райони Швеції.

2000 року парламентом Євросоюзу було прийнято Водну рамкову директиву, що визначає основні принципи управління водними ресурсами. З імплементацією європейської директиви, у шведському законодавстві з 2004 року є єдиний підхід щодо вирішення проблем водних ресурсів, для координації роботи зі збереження і поліпшення якості води у відповідності до директиви. Імплементація європейської директиви призвела до деяких суттєвих змін у роботі з збереження водних ресурсів. Однією з таких змін стало створення нового адміністративного органу — департаменту з водних ресурсів (швед. Vattenmyndigheterna). Інша значна зміна це єдиний погляд на вирішення проблем водних ресурсів. Управління водними ресурсами здійснюється не за адміністративними кордонами між комунами і ленами, а за басейновим принципом — за основу взяті природні кордони між водними системами — такими кордонами є водорозділи водних басейнів, це тепер відправна точка у водних питаннях.
Управління водними ресурсами базується тепер на 6-річному циклі, що містить в собі велику кількість повторюваних заходів. Перший цикл завершився у грудні 2009 року. Наступний цикл триватиме до кінця 2015 року. Мета для всіх водних ресурсів Швеції полягає у тому, щоби до 2015 року досянути відповідного до вимог стану. У випадках, коли ці плани досягнути не можливо, строки можуть бути продовжені до 2027 року.
Для координації роботи зі збереження й поліпшення якості води у річках і озерах, 2004 року відповідно до рішення шведського парламенту Швеція поділяється на 5 водних районів (швед. vattendistrikt), що перебувають під керуванням департаментів з водних ресурсів :
- Водний район Ботнічної бухти (швед. Bottenvikens vattendistrikt) — охоплює 30 основних водозбірних басейнів від річки Турнеельвен до Умеельвен і Ереельвен. Керуюча організація — адміністрація лену Норрботтен.
- Водний район Ботнічного моря (швед. Bottenhavets vattendistrikt) — розташований південніше водного району Ботнічної затоки до річки Далельвен.
- Водний район північної частини Балтійського моря (швед. Norra Östersjöns vattendistrikt) — розташований між Далельвен і бухтою Бровікен. Керівна організація — адміністрація лену Вестманланд.
- Водний район південної частини балтійського моря (швед. Södra Östersjöns vattendistrikt) — розташований у південно-східній частині Швеції.
- Водний район Північного моря (швед. Västerhavets vattendistrikt) — розташований на заході країни. Керуюча організація — адміністрація лену Вестра-Йоталанд.

## У мистецтві

Річки Швеції у живопису
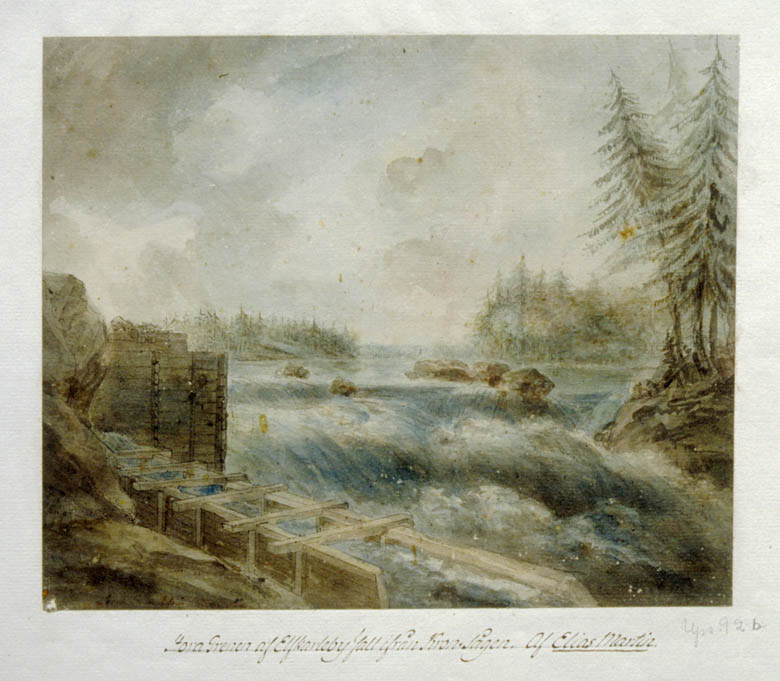
Е. Мартін[sv] (швед. Elias Martin), «Водоспад у Ельвкарлебю[sv]» (швед. Älvkarlebyfallen). 1790-і роки.
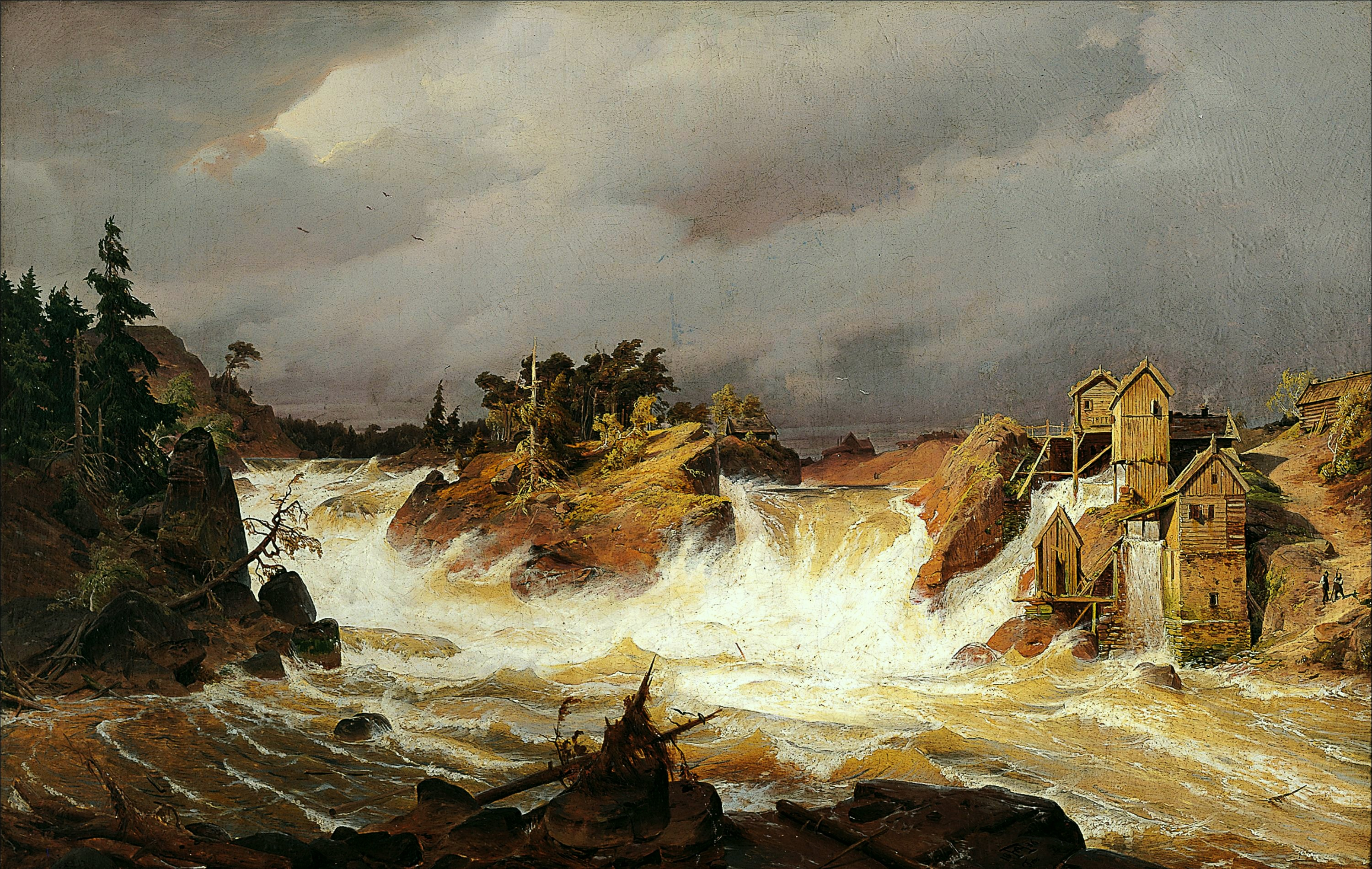
А. Ахенбах. «Тролльгеттан». 1836 рік. (Тролльгеттан — водоспад на Гета-Ельв).
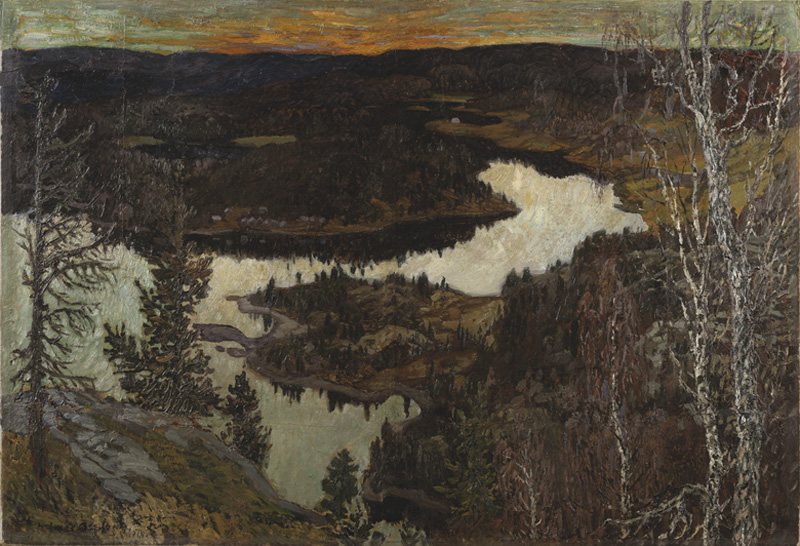
Гельмер Услунд[sv] (швед. Helmer Osslund). «Осінній вечір, річка Нурдінгро» (швед. Höstafton, Nordingrå). 1910 рік.